# Felipe Pizarro
Pizarro  Mancilla est un nom espagnol. Le premier nom de famille, en général paternel, est Pizarro ; le second, en général maternel, souvent omis, est Mancilla.
Felipe Benjamin Pizarro Mancilla, né le 27 juin 2002 à Curicó, est un coureur cycliste chilien.

## Biographie
Felipe Pizarro est originaire de Curicó, une localité située dans la région du Maule. En 2019, il devient champion du Chili du contre-la-montre chez les juniors. Il représente également son pays aux championnats du monde sur route juniors. Deux ans plus tard, il se classe deuxième de l'américaine et troisième de la poursuite par équipes aux Jeux panaméricains de la jeunesse, avec sa délégation nationale,. Il termine par ailleurs troisième du championnat du Chili du contre-la-montre espoirs. 
À l'automne 2022, il décroche la médaille de bronze dans la poursuite par équipes aux Jeux sud-américains, avec plusieurs compatriotes. Il finit aussi troisième de la dernière étape du Tour de Mendoza en 2023. 

## Palmarès sur route

### Par année
- 2019
  -  Champion du Chili du contre-la-montre juniors
- 2021
  - 3e du championnat du Chili du contre-la-montre espoirs
- 2022
  - 3e du championnat du Chili du contre-la-montre espoirs
- 2023
  - 3e du championnat du Chili sur route espoirs
- 2024
  - Clásica Curicó-Iloca
  - 2e et 3e (contre-la-montre) étapes de la Vuelta Maule Sur
- 2025
  - 2e de la Vuelta Maule Centro

### Classements mondiaux
| Année            | 2021 | 2022 | 2023 |
| ---------------- | ---- | ---- | ---- |
| UCI America Tour | 300e | 312e | 486e |

## Palmarès sur piste

### Jeux sud-américains
- Asuncion 2022
  -  Médaillé de bronze de la poursuite par équipes